# Naoki Ishikawa
Naoki Ishikawa (jap. 石川 直樹 Ishikawa Naoki; ur. 13 września 1985) – japoński piłkarz występujący na pozycji obrońcy, zawodnik Hokkaido Consadole Sapporo.

## Życiorys

### Kariera klubowa
Od 2004 roku występował w klubach: Kashiwa Reysol, Hokkaido Consadole Sapporo, Albirex Niigata i Vegalta Sendai.
30 lipca 2017 podpisał kontrakt z japońskim klubem Hokkaido Consadole Sapporo, umowa do 31 stycznia 2020; bez odstępnego.

## Sukcesy

### Klubowe
Kashiwa Reysol
- Zdobywca drugiego miejsca Pucharu Japonii: 2008

Hokkaido Consadole Sapporo
- Zdobywca drugiego miejsca Pucharu Ligi Japońskiej: 2019